# Adam Siegel
Adam Siegel (Los Angeles, 9 marzo 1969) è un chitarrista e produttore discografico statunitense.
Nel 1983 fonda la band thrash Excel. Nel 1990 diventa membro del gruppo funk metal Infectious Grooves, sostituito nel 2010 da Tim Stewart. Nel frattempo lavora ad alcuni progetti paralleli quali i My Head e gli Eagle, che diventeranno The Blondes dopo una causa intentata da Don Henley per i diritti sul nome. Tra il 1998 e 1999 ha suonato il basso negli Eels. Attualmente lavora come produttore e ingegnere del suono a Los Angeles. È anche l'autore di molte copertine per gli album degli Infectious Grooves.

## Discografia

### Con Excel
- Welcome to Venice - 1985
- Thrasher Skate Rock 5 - 1987 (compilation)
- Split Image - 1987
- The Joke's on You - 1989
- Seeking Refuge - 1995
- Farewell to Venice, as Chaotic Noise - 200?

### Con Infectious Grooves
- The Plague That Makes Your Booty Move...It's the Infectious Grooves - 1991
- Sarsippius' Ark (Limited Edition) - 1993
- Groove Family Cyco - 1994
- Mas Borracho - 2000